# Chersotis atlanticola
Chersotis atlanticola là một loài bướm đêm trong họ Noctuidae.